# フォン・ド・ヴォー
フォン・ド・ヴォー（フランス語: fond de veau）とは、フランス料理で用いられるフォン、つまり出汁の1種である。

## 作り方

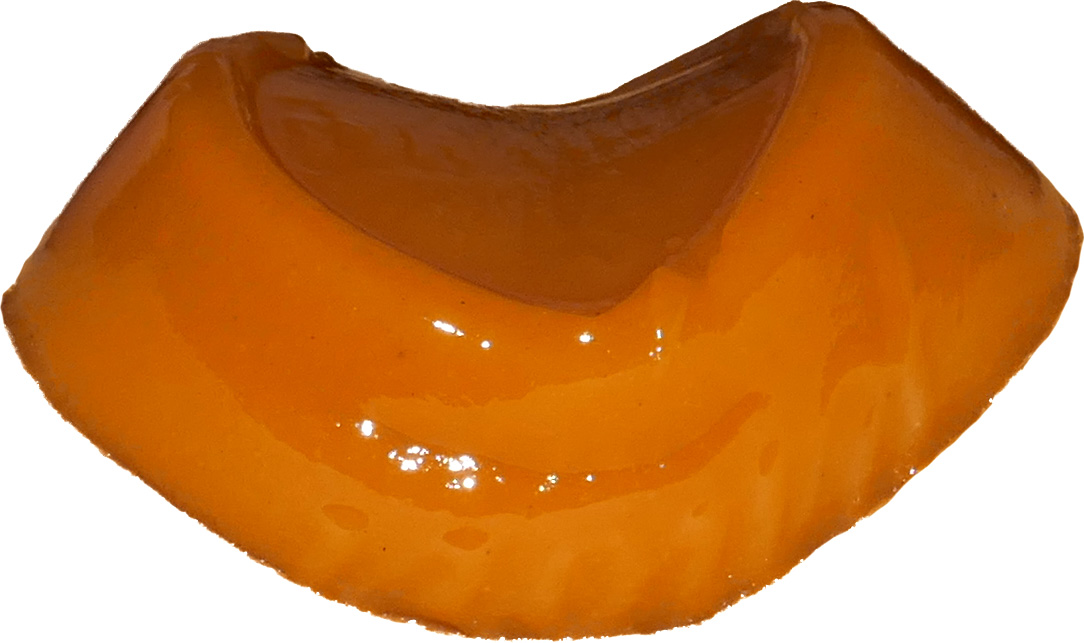
フォン・ド・ヴォーを絡めた魚料理。

フォン・ド・ヴォーは、仔牛の骨付き肉やスジ肉を、焼き色が付くまで炒めるかオーブンで焼いてから、ブイヨンや水を加え、弱火でゆっくり煮込み、タマネギやセロリなどの香味野菜と香辛料、トマト（生あるいはピュレ）を加えて、更に煮込んで作る。上質とされる澄んだフォンは、アクや余分な脂肪を根気良く取り除きながら、汁が濁らないように注意して煮込む必要があり、フランスでは、これを作れるようになって初めて一人前のシェフと見なされた。

## フォン
大別してフォンには「褐色系（フォン・ブラン:フランス語: fond brun）」と「白色系（フォン・ブラン:フランス語: fond blanc）」が存在し、シチューやソースのベースに用いられる。フォン・ド・ヴォーを更に漉しながら煮詰めた濃厚なソースは、グラス・ド・ヴィアンドと呼ばれる。
フォン・ド・ヴォーなど褐色系は、素材を焼く事でメイラード反応による褐変による色を持ち、生から煮出した白色系と区別され、仔羊からはフォン・ダニョー（fond d'agneau）、シカ、イノシシ、ウサギやウズラなど野鳥獣からはフォン・ド・ジビエ（fond de gibier）と呼ばれる褐色系フォンが得られる。
一方、白色系は鶏肉（フォン・ド・ヴォライユ：fond de volaille）や魚（フュメ・ド・プワソン：fumet de poisson）がある。